# 龍族拼圖
《龍族拼圖》是日本Gungho線上娛樂開發的智慧型手機遊戲。此遊戲是一個結合了角色扮演遊戲及寶石消除遊戲元素進行戰鬥的益智遊戲。寶石消除的遊戲模式是參考Dungeon Raid而設計，和寶石方塊類似；而遊戲的戰鬥模式則與《宝可梦系列》相似。此遊戲於台港澳受到廣泛关注，因此引致不少类似其遊戲模式的手機遊戲出現。包括台港澳地區另一大受歡迎的遊戲《神魔之塔》等。
此外，本遊戲曾獲6個類別的「Fami通Award 2012」獎項、「CEDEC AWARDS 2012」最佳遊戲設計獎、「Fami通Award 2013」優秀獎、Google Play 2014上半年度最佳卡牌遊戲、2014巴哈姆特遊戲大賞手機暨平板遊戲金賞等殊榮。

## 遊戲系統
遊戲玩法是透過在限定的時間內（原預設4秒後調整為5秒），向八個方位持續移動寶珠，連成同色3個或以上即可達成消除。每種顏色的寶珠代表不同的屬性，消除同色寶珠會發動該屬性的寵物進行攻擊或恢復自身血量。寶珠種類分別為紅色火屬性寶珠、綠色木屬性寶珠、藍色水屬性寶珠、黃色光屬性寶珠、紫色暗屬性寶珠以及粉色心形回復寶珠。
本遊戲在後期還加入毒寶珠、猛毒寶珠、邪魔寶珠、炸彈寶珠等提升遊戲難度的妨礙性寶珠。

## 遊戲歷史
《龍族拼圖》於2012年2月20日發佈iOS版本，而Game Center則於同年3月22日開始支援此遊戲。於4月12-13日期間，遊戲保存數據出現嚴重故障，Gung Ho因此馬上進行維修，並賠償玩家損失。此外，早期玩家在存取遊戲時亦經常發生故障。儘管如此，在該月份此遊戲的下載次數仍然能夠超越50萬次。於4月17日，iPad開始支援此遊戲。於7月15日，下載次數超越100萬次。此遊戲於日本受歡迎的程度越來越高，並於8月22日獲CEDEC頒發遊戲設計獎。為了增加玩家來源，Gung Ho於9月18日發佈Android版本。於10月15日，Gung Ho開始為此遊戲製作廣告，而玩家數量亦自此大幅上升。因此，此遊戲於同月下載次數超越200萬次，於11月超越300萬次，並於12月超越500萬次。
此遊戲於2013年1月11日發佈Kindle Fire版本。但於3日後，東京的一場大雪導致大量玩家在存取遊戲時發生故障。雖然這次故障影響不少，但其玩家數量亦持續上升，下載次數於3月9日超越1000萬次。截至2013年7月24日，此遊戲的下載次數已經超越1700萬。於2013年8月29日，此遊戲的下載次數突破1800萬，全世界累積下載次數突破2000萬。於2013年9月14日，此遊戲的下載次數突破1900萬。於2013年10月14日，此遊戲的下載次數突破2000萬。於2013年10月31日獲得日経トレンディ2013年度最暢銷產品第二位，並在2013年11月9日達成2100萬下載。
2014年1月17日，港台版龍族拼圖的Facebook專頁正式成立，同時也成立中文官方網頁，網頁中也附有中文版的說明、介紹及FAQ，由壹傳媒旗下之公司NXTomo負責，然而最後證實NXTomo只負責港澳地區之宣傳。並在2014年1月23日於台灣及香港地區PlayStore正式上架，此時日版也同步更新為Ver6.4。PlayStore頁面內程式說明為繁體中文，但遊戲內仍然顯示日文，而中文化還在檢討當中，未來中文化的機會還有待確認。当时龍族拼圖官方Twitter及日文官方網站的最新消息均沒有出現任何有關港台版上架消息，但在GungHo的投資者資訊頁可找到相關新聞。2014年3月3日，台灣與香港的Apple App Store正式上架。同年底，腾讯游戏宣布代理《智龙迷城》，最初因商标造抢注名为《天天智龙》。2016年7月19日和21日，游戏在中國內地的Android手機和iPhone推出。腾讯游戏为避免重蹈《怪物弹珠》在中国内地停运的覆辙，按内地市场喜好大幅修改游戏内容。然而游戏上线后营收不断下降，仅运营半年便宣布于2017年3月15日停运。

## 遊戲利潤
《龍族拼圖》能讓玩家付款購買提升實力的物品。原因是此遊戲擁有大量玩家，而其中也有一定數量的玩家會購買付費道具，因此遊戲為Gung Ho帶來不少利潤。2012年，此遊戲成為日本App Store中玩家購買付費道具所花費的總金額最多的遊戲。此遊戲亦是Google Play Store下載量最多的遊戲。JustSystems於2013年3月7日訪問了900位《龍族拼圖》玩家，其中77.5%每週超過5天有玩《龍族拼圖》，35.9%曾經購買付費道具。
此遊戲為Gung Ho帶來巨大的利潤，其於2012年12月的營業額高達258億日元（2.7億美元），比去年上升約2.7倍。而其經營收入則達92億日元，比去年上升了6倍。

## 合作活動
- 仙境傳說
- 伊希歐之夢
- 太鼓之達人
- 群馬之野望（日语：ぐんまのやぼう）
- 水晶守衛者
- 公主踢騎士Sweets
- Google Play
- 廢材英雄（日语：でたらめヒーロー）
- クレイジータワー
- 神羅萬象巧克力
- 水豚君（日语：カピバラさん）
- 福音戰士新劇場版
- 部落衝突
- 7-Eleven
- GROOVE COASTER
- 仙境傳說 ACE
- 龍族教義
- 蝙蝠侠：阿卡漢起源
- DC漫畫
- 蝙蝠俠對超人：正義曙光
- 正義聯盟 (電影)
- 31冰淇淋
- 憤怒鳥
- Marvel
- 龍族拼圖Z
- HUNTER×HUNTER
- 三麗鷗
- 龍族拼圖BATTLE TOURNAMENT
- 改
- 聖鬥士星矢 LEGEND of SANCTUARY
- 召喚圖板
- 征龍之路（ロード・トゥ・ドラゴン）
- 神聖之門
- Picotto Kingdom（ピコットキングダム）
- 仙魔大戰
- 魔物獵人系列
- 街頭霸王系列
- Fami通App
- Yahoo! JAPAN
- 北斗神拳
- Final Fantasy＆水晶守卫者
- 決鬥大師
- 進擊的巨人
- 週刊少年Sunday
- CROWS（日语：クローズ）×WORST
- BLEACH
- 逆轉裁判
- 浪客劍心
- 犬夜叉
- 鋼之鍊金術師
- 拳皇系列
- 幽遊白書
- 魔法風雲會
- 實況野球系列
- 銀魂
- 系列
- 通靈王
- 遊戲王
- 刀劍神域
- 劇場版新幹線戰士：來自未來的神速ALFA-X
- 女神異聞錄系列
- 超人力霸王系列
- 鬼滅之刃
- 物語系列
- 咒術迴戰
- 一拳超人
- One Piece
- JoJo的奇妙冒險

## 電視動畫

### 登場角色
明石大我（聲：泊明日菜（日本）；陳雪瑩（香港））

卯月櫻（聲：井上穗乃花（日本）；楊婉潼（香港））

松原龍二（聲：小林裕介（日本）；周倚天（香港））

德澤諭吉（聲：神代知衣（日本）；顧詠雪（香港））

虎龍（聲：柿原徹也（日本）；李家傑（香港））

旁白（聲：小山力也（日本）；（香港））

### 主題曲
片頭曲
「Everybody GO!」（第1－59話）
作詞、作曲：GungHo Music Factory，編曲：Agasa.K，主唱：明石大河（泊明日菜）
（第60－103話）
作詞：Koudai Iwatsubo，作曲：Koudai Iwatsubo、GRP，主唱：橫山大介
片尾曲
「▶START」（第1－26話）
作詞：、，作曲、編曲：，主唱：
（第27－51話）
作詞：、gari，作曲、編曲：，主唱：
（第52－64話）
作詞：宮嶋淳子，作曲、編曲：川崎智哉，主唱：麻倉桃
「GET OVER」（第65－78話）
作詞：Mashiro、宇田川生，作曲：宇田川生，編曲：KOUTAPAI，主唱：綾野真白
（第79－90話）
作詞、作曲：PENGUINS、sorato、伽羅奢，編曲：sorato，主唱：美咲來亞 from Girls²
「PEACE!!!」（第91－103話）
作詞：春奈露娜、大塚利惠，作曲、編曲：津波幸平，主唱：春奈露娜
「MATSURI!!」（第104－197話）
作曲：和田薰
（第198－話）
作曲：和田薰

### 各話列表
| 話數    | 日文標題 | 中文標題                                | 香港ViuTV標題                 | 劇本                | 分鏡              | 演出                | 作畫監督 | 總作畫監督                                                |
| ------- | -------- | --------------------------------------- | ----------------------------- | ------------------- | ----------------- | ------------------- | --- | --------------------------------------------------------- |
| 第1話   |          | 熱乎乎的靈魂！                          | 熱乎乎的靈魂                  | 藤田伸三            | 龜垣一 高本宣弘   | 園田雅裕            | 益田有希子、矢吹智美、松崎正 楠本祐子、遠藤裕一                                                                              | 渡部圭祐                                                  |
| 第2話   |          | 目標！職業玩家！！                      |                               | 藤田伸三            | 高本宣弘          | 川西泰二            | Shin Hey Ran、Lee Sok yun 本間滿、一居一平、石橋有希子                                                                       | 渡部圭祐、安食圭                                          |
| 第3話   |          | 尋找怪物儲存卡！                        |                               | 葛原秀治            | 影山楙倫          | 淺見隆司            | LEE JOOHYUN、粟井重紀 | 渡部圭祐、益田有希子 楠本祐子                             |
| 第4話   |          | 諭吉登場！ 商店街的智龍迷城決鬥！！     |                               | 福島直浩            | 成田歲法          | 村山靖              | 金塚泰彥、石堂伸晴、堀越久美子 窪詔之、村松尚雄 HANIL ANIMATION                                                              | 渡部圭祐、荻原美智                                        |
| 第5話   |          | 花草神社的喚龍士！？                    |                               | 富田賴子            | 高本宣弘          | 佐藤清光 栗山美秀   | 服部憲知、柳瀨讓二 Shin Hyung Sik、Jung Cheol Gyo Shin Min Seop                                                              | 渡部圭祐、                                                |
| 第6話   |          | 塔瑪塔瑪電話的長篇故事                  |                               | 山野邊一記          | 高本宣弘          | 高本宣弘 中谷亞沙美 | 遠藤裕一、窪詔之 | 渡部圭祐、松崎正                                          |
| 第7話   |          | 智龍迷城社團成立！                      |                               | 山下憲一            | 影山楙倫          | 佐佐木達也          | Zhou Xiao Hua、Chai Cheng Zhong Shao Ming Cheng、Wang Min Jang Min-Ho                                                        | 渡部圭祐、楠本祐子 益田有希子、松崎正 遠藤正明            |
| 第8話   |          | 競爭對手登場！大河VS龍二                |                               | 福島直浩            | 鈴木行            | 西島圭祐 村山靖     | 堀越久美子、大久保美香 HANIL ANIMATION                                                                                       | 渡部圭祐、楠本祐子 松崎正、益田有希子                     |
| 第9話   |          | 龍之淚                                  | 龍之淚                        | 藤田伸三            | 成田歲法          | 小坂春女            | 相馬滿、一居一平、石橋有希子 石川健介、服部憲治                                                                              | 渡部圭祐、安食圭                                          |
| 第10話  |          | 排名賽！                                | 排名賽                        | 山下憲一            | 影山楙倫          | 堂山卓見            | 渡邊葉瑠、松井啟一郎 | 渡部圭祐、松崎正                                          |
| 第11話  |          | 智龍迷城社團的危機！ 和前田健的對決     |                               | 富田賴子            | 熊本健士          | 淺見隆司            | 小林一三、申榮淳、遠藤麻未 瀧澤茉夕、粟井重紀、和田拓也 AvocadoST                                                            | 渡部圭祐、益田有希子 松崎正、岸義之 遠藤正明、大久保美香  |
| 第12話  |          | 戰鬥白熱化！珍寶杯！                    |                               | 葛原秀治            | 影山楙倫          | 川西泰二            | Park Jun、Lee Sok yun 一居一平、石橋有希子                                                                                   | 渡部圭祐、                                                |
| 第13話  |          | 給松原的挑戰信…！                       |                               | 福島直浩            | 園田雅裕          | 園田雅裕            | 堀越久美子、遠藤裕一 | 渡部圭祐、益田有希子 松崎正                               |
| 第14話  |          | 兄弟對決！龍二VS松原                    |                               | 福島直浩            | 成田歲法          | 佐佐木達也          | HANIL ANIMATION Jang Min-ho、Park Ji-Seung Park Yu-mi、Park Ji-ho                                                            | 渡部圭祐、松崎正                                          |
| 第15話  |          | 章魚燒對手！明石屋VS連鎖店              |                               | 山下憲一            | 影山楙倫          | 佐藤清光 栗山美秀   | 服部憲知、柳瀨讓二 Shin Hyung Sik、Heo hyung jun                                                                             | 渡部圭祐、安食圭                                          |
| 第16話  |          | 龍二輸了！神秘的幪面玩家出現            |                               | 藤田伸三            | 大庭秀昭 高本宣弘 | 中谷亞沙美          | 楠本祐子、大久保美香、村松尚雄 窪詔之、張益、中谷亞沙美                                                                      | 渡部圭祐、松崎正                                          |
| 第17話  |          | 被盯上的虎龍                            | 被盯上的虎龍                  | 藤田伸三            | 成田歲法          | 村山靖              | 益田有希子、岸義之 、 | 渡部圭祐、松崎正 、益田有希子                             |
| 第18話  |          | 在澡堂熾熱戰鬥！                        |                               | 福島直浩            | 影山楙倫          | 小坂春女            | 一居一平、石川健介、石橋有希子                                                                                               | 渡部圭祐、                                                |
| 第19話  |          | 夏季集訓                                |                               | 葛原秀治            | 島津裕行          | 粟井重紀            | Go Gyoung Nam、Han Jung Y | 渡部圭祐、松崎正 、益田有希子                             |
| 第20話  |          | 再戰夏天                                | 再戰夏天                      | 山下憲一            | 園田雅裕          | 園田雅裕            | 堀越久美子、岸義之、大久保美香 村松尚雄、荻原美智                                                                            | 渡部圭祐、松崎正                                          |
| 第21話  |          | 夏日團體戰                              | 夏日團體戰                    | 富田賴子            | 高本宣弘          | 川西泰二            | Shin Hey Ran、Lee Sok yun 一居一平、石橋有希子                                                                               | 渡部圭祐、安食圭                                          |
| 第22話  |          | 智龍迷城之夏                            | 智龍迷城之夏                  | 富田賴子            | 成田歲法          | 村山靖              | HWANG MI JEONG、KIM YUN JUNG LIM JI HYUN                                                                                     | 渡部圭祐、 松崎正                                         |
| 第23話  |          | 究極奧義！智龍迷城仙人                  |                               | 鈴木洋介            | 熊本健士          | 中村近世            | Lee Joung kyung、瀧口弘喜 金塚泰旁彥                                                                                         | 渡部圭祐、                                                |
| 第24話  |          | 智龍迷城挑戰杯開幕！                    |                               | 福島直浩            | 影山楙倫          | 佐藤清光            | 服部憲知、柳瀨讓二 Shin Hyung Sik、Heo hyung jun                                                                             | 渡部圭祐、                                                |
| 第25話  |          | 第二輪預賽！蛋龍硬幣爭奪戰！            |                               | 葛原秀治            | 細田雅弘          | 米田光宏            | 柏敦志、小美野雅彥、岩垂瑞樹 大原大、關口雅彥                                                                                | 渡部圭祐、 益田有希子                                     |
| 第26話  |          | 搖滾明星HIDETO！                        |                               | 峰岸瞳              | 園田雅裕          | 村山靖              | Hwang Youngsik HANIL ANIMATION                                                                                               | 渡部圭祐、楠本祐子 、松崎正                               |
| 第27話  |          | 神選之子 神崎慎                         |                               | 藤田伸三            | 高本宣弘          | 小坂春女            | 一居一平、石橋有希子、吉岡佳廣                                                                                               | 安食圭                                                    |
| 第28話  |          | 偶像職業玩家                            | 偶像職業玩家                  | 山下憲一            | 遠藤正明          | 大庭秀昭            | 山崎展義 | 渡部圭祐、楠本祐子 松崎正                                 |
| 第29話  |          | 虎龍很難過                              | 虎龍很難過                    | 葛原秀治            | 成田歲法          | 粟井重紀            | Go Gyoung Nam、Han Jung Y Jung Hyun Soo                                                                                      | 渡部圭祐、益田有希子 、岸義之                             |
| 第30話  |          | 小櫻和庫拉拉                            | 小櫻和庫拉拉                  | 山下憲一            | 影山楙倫          | 川西泰二            | Shin Hey Ran、Lee Sok yun Kim Yoo Mi、Kang Ji Su Lee Young Mi、Park Hey Ran 一居一平、石橋有希子、吉岡佳廣                   |                                                           |
| 第31話  |          | 大河 要抽光池塘裡的水                   |                               | 鈴木洋介            | 若林厚史          | 佐佐木達也          | Kim Bongdeok、Kim Myeongsim                                                                                                  | 益田有希子、楠本祐子 松崎正、                             |
| 第32話  |          | 劍之貴公子 王城司！                     | 劍之貴公子                    | 福島直浩            | 園田雅裕          | 園田雅裕            | 堀越久美子、Jang Min ho Park Ji Seung                                                                                        | 渡部圭祐、松崎正                                          |
| 第33話  |          | 由紀子老師相親大作戰！                  | 相親大作戰                    | 富田賴子            | 高本宣弘          | 佐藤清光            | 服部憲知、柳瀨讓 Jung Chul Gyo、Shin Min Seop                                                                                | 渡部圭祐、安食圭                                          |
| 第34話  |          | 星探登場！閃光吧！智龍迷城社團          |                               | 鈴木洋介            | 成田歲法          | 中村近世            | 瀧口弘喜、大久保美香、村松尚雄                                                                                               | 、松崎正                                                  |
| 第35話  |          | 章魚滅亡！明石屋的末日                  |                               | 藤田伸三            | 影山楙倫          | 大庭秀昭            | 山崎展義、KIM YUN JUNG LIM JI HYUN                                                                                           | 渡部圭祐、堀越久美子 、岩永悅宜                           |
| 第36話  |          | 寅次的休假                              | 寅次的休假                    | 山野邊一記          | 高本宣弘          | 小坂春女            | 一居一平、石橋有希子、吉岡佳廣                                                                                               | 安食圭                                                    |
| 第37話  |          | 挑戰杯決賽開始！                        |                               | 福島直浩            | 若林厚史          | 佐佐木達也          | Kim Bongdeok、Hwang Yeongsik 謝宛倩                                                                                          | 渡部圭祐、 松崎正、杉山直輝 堀越久美子                    |
| 第38話  |          | 一波三折的第一輪比賽！ 偉大的預言家登場 |                               | 葛原秀治            | 熊本健士          | 淺見隆司            | Han Jung Y HANIL ANIMATION                                                                                                   | 楠本祐子、 松崎正、大久保美香 益田有希子                  |
| 第39話  |          | 小櫻飛舞！殘忍的毒陷阱                  | 殘忍的毒陷阱                  | 山下憲一            | 成田歲法          | 川西泰二            | Lee Sok yun、Kim Yoo Mi Lee Young Mi 一居一平、 吉岡佳廣、石橋有希子                                                         | 安食圭                                                    |
| 第40話  |          | 秘傳·明石屋單手燒                       |                               | 藤田伸三            | 熊本健士          | 友田政晴            | 齊藤和也、錦織成 Jang Min-Ho、Park Ji-Ho                                                                                     | 渡部圭祐、楠本祐子 、松崎正                               |
| 第41話  |          | 毒藥大師 巳之口腹蛇！                   |                               | 山下憲一            | 若林厚史          | 又野弘道            | 山崎展義、松下清志、飯飼一幸                                                                                                 | 渡部圭祐、松崎正 、大久保美香                             |
| 第42話  |          | 神崎慎的秘密                            | 神崎慎的秘密                  | 藤田伸三            | 成田歲法          | 佐藤清光            | 石川健介、服部憲知 Jung Chul Gyo                                                                                             | 渡部圭祐、石橋有希子                                      |
| 第43話  |          | 王城VS諭吉！富人間的宿命對決            |                               | 福島直浩            | 園田雅裕          | 園田雅裕            | Go Gyung Nam HANIL ANIMATION                                                                                                 | 堀越久美子、益田有希子 楠本祐子                           |
| 第44話  |          | 功夫大師 李子超！                       |                               | 葛原秀治            | 影山楙倫          | 佐佐木達也          | Hwang Yeongsik、Kim Bongdeok 杉山直輝、謝宛倩                                                                                | 、大久保美香                                              |
| 第45話  |          | 大變身！龍二VS龍二！？                  |                               | 富田賴子            | 高本宣弘          | 小坂春女            | 一居一平、石橋有希子 吉岡佳廣、服部憲知                                                                                      | 渡部圭祐、安食圭                                          |
| 第46話  |          | 松原職業玩家的訊息                      |                               | 鈴木洋介            | 成田歲法          | 大塚隆寬            | 堀越久美子、龍口弘喜 村松尚雄、遠藤裕一                                                                                      | 、松崎正                                                  |
| 第47話  |          | 半決賽！大河VS王城                      |                               | 峰岸瞳              | 若林厚史          | 安江菜津美          | Hue Hey Jung HANIL ANIMATION                                                                                                 | 、松崎正 楠本祐子、益田有希子                             |
| 第48話  |          | 鎮魂曲                                  | 鎮魂曲                        | 葛原秀治            | 熊本健士          | 川西泰二            | Lee Sok yun、Kim Yoo Mi Lee Young Mi、一居一平 吉岡佳廣                                                                      | 石橋有希子                                                |
| 第49話  |          | 龍二風格的智龍迷城                      | 智龍迷城                      | 福島直浩            | 大庭秀昭          | 大庭秀昭            | Hwang Yeongsik、Han Seunghui Kim Bongdeok                                                                                    | 杉山直輝、大久保美香 、楠本祐子                           |
| 第50話  |          | 究極變化！？激烈的最終戰鬥！            |                               | 山下憲一            | 高本宣弘          | 佐藤清光            | 服部憲知、柳瀨讓二 Shin Min Seop、Heo Hyung Joon 吉岡佳廣、一居一平、石橋有希子                                              | 安食圭                                                    |
| 第51話  |          | 小櫻的夢                                | 小櫻的夢                      | 龜垣一 （構成）     | 龜垣一            | 淺見隆司            | 渡部圭祐、益田有希子 遠藤裕一、Han Jung Y Go Gyoung Nam、Jang Min Ho                                                         | 渡部圭祐、益田有希子 松崎正、                             |
| 第52話  |          | 職業玩家！新的挑戰！                    |                               | 山下憲一            | 園田雅裕          | 園田雅裕            | 堀越久美子、村松尚雄 楠本祐子、HANIL ANIMATION                                                                               | 渡部圭祐、大久保美香 楠本祐子、益田有希子                 |
| 第53話  |          | 加入職業隊伍！？                        | 加入職業隊伍                  | 葛原秀治            | 成田歲法          | 佐佐木達也          | Lee Youngmi、Hwang Yeongsik                                                                                                  | 、松崎正 大久保美香、杉山直輝 遠藤裕一、楠本祐子          |
| 第54話  |          | 冠軍杯 出道戰！                         | 冠軍杯 出道戰                 | 藤田伸三            | 高本宣弘          | 小坂春女            | 一居一平、石橋有希子 吉岡佳廣、服部憲知                                                                                      | －                                                        |
| 第55話  |          | 揮淚告別！虎龍返回故鄉                  | 揮淚告別！返回故鄉            | 川崎裕之            | 大塚隆寬          | 大塚隆寬            | 瀧口弘喜、齊藤崇了 Go Gyoung Nam、Han Jung Y                                                                                 | 渡部圭祐、堀越久美子 大久保美香、益田有希子 岸義之        |
| 第56話  |          | 新的力量！燃燒吧 虎龍                   | 新的力量！燃燒吧              | 峰岸瞳              | 若林厚史          | 園田雅裕            | SEO SUN YEONG YOO SEUNG HUI LEE KAWAN WOO Jang Hee kyu、村松尚雄                                                             | 渡部圭祐、益田有希子 、松崎正                             |
| 第57話  |          | 商店街的競爭對手！？ 職業玩家·武藏！    | 商店街的競爭對手？職業玩家    | 藤田伸三            | 成田歲法 高本宣弘 | 川西泰二            | Lee Sok yun、Kim Yoo Mi Kim Yong Zoo、一居一平 吉岡佳廣、石橋有希子                                                          | 安食圭                                                    |
| 第58話  |          | 出現了！幽靈溫泉的佳子                  | 出現了！幽靈溫泉              | 鈴木洋介            | 大庭秀昭          | 大庭秀昭            | 堀越久美子、竹內昭、島崎望 Jang Min Ho、Park Ji Ho                                                                           | 、大久保美香 松崎正                                       |
| 第59話  |          | 二龍激戰！                              | 二龍激戰                      | 山下憲一            | 熊本健士          | 淺見隆司            | Go Gyoung Nam、Han Jung Y 、星鳴社 小林一三                                                                                  | 、武內啟 岸義之、松崎正 大久保美香                        |
| 第60話  |          | Ultimate Training!                      | Ultimate Training             | 葛原秀治            | 成田歲法          | 佐藤清光            | Lee jong kyong | 安食圭                                                    |
| 第61話  |          | 強隊 新鮮組！總司對大河                 | 強隊新鮮組                    | 葛原秀治            | 大塚隆寬          | 大塚隆寬            | 瀧口弘喜、齊藤崇了 CHOI SEOK HWAN YOO SEUNG HUI LEE KAWAN WOO                                                                | 、松崎正                                                  |
| 第62話  |          | 花草商店街 盛情款待大作戰！             | 花草商店街盛情款待大作戰      | 川崎裕之            | 高本宣弘          | 佐佐木達也          | 村松尚雄、岡野力也 代見裕美、Song Jinyoung Hwang Youngsik、Lee Youngmi                                                       | 、大久保美香 杉山直輝、松崎正 岸義之                      |
| 第63話  |          | 智龍迷城AI！大河VS機器大河              | 智龍迷城AI                    | 富田賴子            | 若林厚史          | 小坂春女            | 石橋有希子、一居一平、吉岡佳廣                                                                                               | －                                                        |
| 第64話  |          | 虎龍很辛苦哦 初戀奮鬥篇                 | 初戀奮鬥篇                    | 福島直浩            | 大庭秀昭          | 大庭秀昭            | 堀越久美子、竹內昭 Go Gyoung Nam、Han Jung Y                                                                                 | 、武內啟                                                  |
| 第65話  |          | 我認輸了 由紀子老師！                   | 我認輸了                      | 峰岸瞳              | 高本宣弘          | 神原敏昭            | YOO SEUNG HUI、LEE KAWAN WOO KIM YUN JEONG、Lim Keun soo Kwon Oh sik、Jang Hee kyu                                           | 、大久保美香 松崎正、益田有希子                           |
| 第66話  |          | 龍二踏上旅途                            | 踏上旅途                      | 山下憲一            | 熊本健士          | 川西泰二            | 渡邊伸弘、Shin Hey Ran Lee Sok yun、Kim Yoo Mi                                                                               | 武內啟                                                    |
| 第67話  |          | 小櫻的霧氣指南！                        | 霧氣指南                      | 鈴木洋介            | 大塚隆寬          | 大塚隆寬            | 瀧口弘喜、齊藤崇了、竹內昭 Jang Min Ho、Park Ji Ho                                                                           | 楠本祐子、松崎正                                          |
| 第68話  |          | 傳說中的職業玩家 托奇！                 | 傳說中的職業玩家              | 藤田伸三            | 成田歲法          | 淺見隆司            | Go Gyoung Nam、Han Jung Y Kim Gi Nam、Jeon Jong Min Han Hyeon Ji                                                             | 益田有希子、大久保美香 、武內啟 岸義之、岩永悅宜          |
| 第69話  |          | 新必殺技 暴亂瀑布！                     | 新必殺技                      | 山下憲一            | 若林厚史          | 佐藤清光            | Lee jong kyong、渡部圭祐 | 安食圭、渡部圭祐                                          |
| 第70話  |          | 龍二 in USA                             | RYUJI IN USA                  | 福島直浩            | 園田雅裕          | 園田雅裕            | 堀越久美子、村松尚雄 HANIL ANIMATION                                                                                         | 渡部圭祐、楠本祐子 武內啟、松崎正 益田有希子              |
| 第71話  |          | 智龍迷城明星誕生！                      | 迷城明星誕生                  | 川崎裕之            |                   | 佐佐木達也          | 櫻井木之實、Ahn suk song jin young                                                                                           | 、益田有希子 杉山直輝、大久保美香 松崎正、岩永悅宜 武內啟 |
| 第72話  |          | 商店街爆裂！夏日祭之亂！                | 商店街爆裂！夏日祭之亂        | 葛原秀治            | 成田歲法          | 小坂春女            | 石橋有希子、一居一平、吉岡佳廣                                                                                               | －                                                        |
| 第73話  |          | 穗乃香突擊採訪 花草閃光日記             | 萌花的突擊 花草閃光印記       | 峰岸瞳              | 高本宣弘          | 大庭秀昭            | 齊藤崇了 | 渡部圭祐                                                  |
| 第74話  |          | 諭吉感人的一等獎                        | 感人的一等獎                  | 鈴木洋介            | 熊本健士          | 川西泰二            | 渡邊伸弘、Lee Sok yun Kim Song Jeong、Kim Yoo Mi                                                                             | 武內啟                                                    |
| 第75話  |          | 神秘的職業隊伍 DGS登場                  | 神秘的職業隊伍 DGS登場        | 山下憲一            | 若林厚史          | 大野和壽            | 渡部圭祐、瀧口弘喜、佐佐木正廣 HANIL ANIMATION                                                                               | 渡部圭祐、 大久保美香、岩永悅宜 益田有希子                |
| 第76話  |          | 智龍迷城社團新成員？                    | 迷城社團新成員                | 葛原秀治            | 若林厚史          | 淺見隆司            | Kim Gi Nam、Jeon Jong Min Han Hyeon Ji Go Gyoung Nam、Han Jung Y                                                             | 、大久保美香 武內啟、益田有希子                           |
| 第77話  |          | 神八參戰！VS格鬥職業玩家                | 神八參戰對格鬥職業玩家        | 富田賴子            | 成田歲法          | 佐藤清光            | Lee jong kyong | 安食圭                                                    |
| 第78話  |          | 燃燒吧 龍二！死亡拜尼的恐怖             | 燃燒吧龍二 德斯拜涅的恐怖     | 川崎裕之            | 大塚隆寬          | 大塚隆寬            | 井口忠一、Lim Keun soo | 渡部圭祐、益田有希子 岸義之、松崎正                       |
| 第79話  |          | 恩怨的對決！大河VS慎                    | 恩怨的對決                    | 藤田伸三            | 高本宣弘          | 殿勝秀樹            | Jang Min Ho、Park Ji Ho 櫻井木之實、張益                                                                                     | 渡部圭祐、瀧口弘喜 杉山直樹、松崎正 、楠本祐子            |
| 第80話  |          | 愛情之戰！覺醒機器宙斯登場              | 戀之戰 覺醒機械宙斯登場       | 山下憲一            | 若林厚史          | 小坂春女            | 石橋有希子、一居一平、吉岡佳廣                                                                                               | 渡部圭祐                                                  |
| 第81話  |          | 諭吉 成為職業玩家！                     | 諭吉 要成為職業玩家           | 福島直浩            | 大庭秀昭          | 大庭秀昭            | 堀越久美子、HANIL ANIMATION                                                                                                  | 大久保美香                                                |
| 第82話  |          | 金錢戰爭結束！金條掉落連擊              | 金錢戰爭決戰 金擀面杖排珠     | 福島直浩            | 成田歲法          | 川西泰二            | Lee Sok yun、Kim Yoo Mi | 武內啟、渡邊伸弘                                          |
| 第83話  |          | 風雲德澤城！ 諭吉衛門大比試之卷         | 風雲德澤城 諭吉衛門大對決之卷 | 富田賴子            | 園田雅裕          | 園田雅裕            | 井口忠一、Go Gyoung Nam Han Jung Y                                                                                           | 楠本祐子、松崎正                                          |
| 第84話  |          | 智龍迷城職業聯賽玉龍杯開幕！            | 龍族拼圖職業聯賽 玉龍盃開幕   | 葛原秀治            | 高本宣弘          | 高本宣弘 淺見隆司   | Jeon Jong Min、Han Hyeon Ji HANIL ANIMATION                                                                                  | 杉山直輝、堀越久美子 、大久保美香 瀧口弘喜、楠本祐子      |
| 第85話  |          | 奔跑吧，小櫻！                          | 奔跑吧小櫻                    | 葛原秀治            | 熊本健士          | 安江菜津美          | Lee jong kyong、渡部圭祐 | 渡部圭祐、安食圭                                          |
| 第86話  |          | 大決戰！HARDBANK體育館                  | 大決戰 Hardbank競技場         | 山下憲一            | 大塚隆寬          | 大塚隆寬            | 齊藤崇了、Lim Keun soo | 、松崎正 大久保美香                                       |
| 第87話  |          | 激戰！玉龍杯決賽！                      | 激戰 玉龍盃總決賽             | 福島直浩            | 若林厚史          | 大野和壽            | Jang Min Ho、Park Ji Ho | 渡部圭祐、大久保美香 松崎正、                             |
| 第88話  |          | DGS的陷阱 龍二VS慎                      | DGS的陷阱 龍二對神崎真        | 川崎裕之            | 高本宣弘          | 小坂春女            | 石橋有希子、吉岡佳廣、服部憲知                                                                                               | －                                                        |
| 第89話  |          | 龍二誕生日                              | 龍二誕生之日                  | 鈴木洋介            | 龜垣一            | 大庭秀昭            | 瀧口弘喜、益田有希子、齊藤崇了 楠本祐子、HANIL ANIMATION                                                                     | 渡部圭祐、松崎正 大久保美香                               |
| 第90話  |          | 奮鬥！華麗的偶像職業玩家                | 奮鬥！華麗的偶像職業玩家      | 山下憲一            | 成田歲法          | 川西泰二            | 渡邊伸弘、Lee Sok yun Kim Yoo Mi                                                                                             | 渡部圭祐、武內啟                                          |
| 第91話  |          | 職業玩家·鋼 被揭穿的真相                | 職業玩家 鋼 被揭身的真相      | 藤田伸三            | 若林厚史          | 淺見隆司            | Go Gyoung Nam、Han Jung Y Jeon Jong Min、Min Hyun Sook Han Hyeon Ji                                                          | 大久保美香、松崎正                                        |
| 第92話  |          | 托奇和柏木 男人間的對峙                 | 托奇與柏木 男人間的對峙       | 葛原秀治            | 園田雅裕          | 園田雅裕            | 堀越久美子、岸義之 Jang Min-Ho、Park Ji-Ho                                                                                   | 益田有希子、 楠本祐子                                     |
| 第93話  |          | 爸爸歸來！全員集合百人較量！            | 爸爸歸來 全員集合百人較量     | 峰岸瞳              | 高本宣弘          | 安江菜津美          | Lee jong kyong、宇都本勇、服部憲知                                                                                           | 安食圭                                                    |
| 第94話  |          | 了不起 花草商店街！                     | 了不起 花草商店街             | 富田賴子            | 佐佐木正廣        | 大野和壽            | 杉山直輝、張益、村松尚雄 HANIL ANIMATION                                                                                     | 、松崎正 岩永悅宜                                         |
| 第95話  |          | 嘎哦哦！ 傾聽死亡拜尼的吼叫             | 傾死亡德斯拜涅的吼叫          | 川崎裕之            | 大塚隆寬          | 大塚隆寬            | 齊藤崇了、楠本祐子、Jang Hee kyu                                                                                             | 大久保美香                                                |
| 第96話  |          | 危險！逼近的黑暗                        | 危險 逼近的黑暗               | 福島直浩            | 熊本健士          | 小坂春女            | 渡部圭祐、石橋有希子 吉岡佳廣、                                                                                              | 渡部圭祐                                                  |
| 第97話  |          | 復仇的火焰                              | 復仇的火焰                    | 福島直浩            | 大庭秀昭          | 大庭秀昭            | 瀧口弘喜、杉山直輝、Jang Min Ho                                                                                              | 、大久保美香 松崎正                                       |
| 第98話  |          | 野獸覺醒！？                            | 野獸覺醒？                    | 鈴木洋介            | 高本宣弘          | 佐佐木正廣          | Jeon Jong Min、Min Hyun Sook HANIL ANIMATION                                                                                 | 渡部圭祐、楠本祐子 、松崎正                               |
| 第99話  |          | 最終第七站開始！                        | 最終第七戰開始                | 藤田伸三            | 島津裕行          | 金旼宣              | Lee Sok yun、Kim Hyun Ok | 武內啟                                                    |
| 第100話 |          | 宿敵決戰！大河VS龍二                    | 宿敵對決 大我對龍二           | 山下憲一            | 園田雅裕          | 園田雅裕            | 堀越久美子、齋藤崇了 Go Gyoung Nam、Han Jung Y                                                                               | 渡部圭祐、益田有希子 大久保美香                           |
| 第101話 |          | DGS的終焉                               | DGS的結局                     | 葛原秀治            | 成田歲法          | 安江菜津美          | Lee jong kyong 渡邊伸弘、服部憲知                                                                                            | 安食圭                                                    |
| 第102話 |          | 王者決定戰！大河VS松原                  | 王者決定戰，大我對松原        | 藤田伸三            | 高本宣弘          | 大野和寿            | Lim Keun Soo Jang Her kyu HANIL ANIMATION 楠本祐子、松﨑正                                                                   | 大久保美香 ウクレレ善似郎                                 |
| 第103話 |          | 龍族拼圖之王                            | 龍族拼圖之王                  | 藤田伸三            | 亀垣一            | 大塚隆寛            | 渡部圭祐、滝口弘喜 齋藤崇了、杉山直輝 遠藤正明、堀越久美子 益田有希子                                                        | 渡部圭祐                                                  |
| 第104話 |          | 龍族拼圖對戰！Dragon VS 泡沫            |                               | 藤田伸三            | 高本宣弘          | 川西泰二            | 石橋有希子、宇都木勇 | 安食圭                                                    |
| 第105話 |          | 大河失憶！                              |                               | 葛原秀治            | 島津裕行          | 川西泰二            | 渡辺伸弘、吉岡佳広 | きすいだけね                                              |
| 第106話 |          | Dragon的龍族拼圖課堂！                  |                               | 葛原秀治            | 高本宣弘          | 大庭秀昭            | Lim Keun Soo Park Hoon Kim Hyung il                                                                                          | 大久保美香 松﨑正                                         |
| 第107話 |          | 徹底解說！這就是技能                    |                               | 福島直浩            | 大庭秀昭          | 大庭秀昭            | Kwon Oh sik Kim Kyung ho Oh Eun soo                                                                                          | 渡部圭祐 楠本祐子 ウクレレ善似郎                          |
| 第108話 |          | 復仇戰！響的戰鬥                        |                               | 福島直浩            | 熊本健士          | 金旼宣              | 橘尚美 石橋有希子 | 渡部圭祐 きすいだこね                                     |
| 第109話 |          | 看到了！花草商店街的大預言              |                               | 山下憲一            | 若林厚史          | 金旼宣              | Lee Sok Yun Kim Hyun Ok | きすいだこね                                              |
| 第110話 |          | 源先生VS魅惑鐵板燒！                    |                               | 鈴木洋介            | 島津裕行          | 久原謙一            | HANIL ANIMATION 齊藤崇了 | 渡部圭祐 大久保美香 益田有希子                            |
| 第111話 |          | 恐怖的診察室・P診所！                   |                               | 葛原秀治            | 成田歲法          | 大野和寿            | 齋藤崇了 Jang Min Ho | 楠本祐子                                                  |
| 第112話 |          | 怪奇！池塘的秘密                        |                               | 山下憲一            | 高本宣弘          | 安江菜津美          | Lee jong kyong | 安食圭                                                    |
| 第113話 |          | Dragon大誘拐                            |                               | 鈴木洋介            | 影山楙倫          | 安江菜津美          | Lee jong kyong | 安食圭                                                    |
| 第114話 |          | 龍二的危險情信！？                      |                               | 峰岸瞳              | 大塚隆寬          | 大塚隆寬            | 堀越久美子 松崎正 | -                                                         |
| 第115話 |          | 司的庶民學習！                          |                               | 福島直浩            | 成田歲法          | 大塚隆寬            | Go Gyoung Nam Han Jung Y | 大久保美香 楠本祐子                                       |
| 第116話 |          | 永別了宿敵啊                            |                               | 葛原秀治            | 影山楙倫          | 川西泰二            | 渡辺伸弘、吉岡佳広 橘尚美 | きすいだこね                                              |
| 第117話 |          | 無人島的外星人！？                      |                               | 山下憲一            | 高本宣弘          | 川西泰二            | 渡部圭祐、青野厚司 岩崎令奈、長橋研太 服部一郎                                                                               | 渡部圭祐 石橋有希子                                       |
| 第118話 |          | 商店街好冷！                            |                               | 山野邊一記 藤田伸三 | 園田雅裕          | 園田雅裕            | HANIL ANIMATION | ウクレレ善似郎 益田有希子 大久保美香 村松尚雄             |
| 第119話 |          | 華麗！搖滾明星七變化                    |                               | 峰岸瞳              | 大庭秀昭          | 園田雅裕            | 滝口弘喜 | -                                                         |
| 第120話 |          | 我們是神之戰隊奧丁斯！                  |                               | 富田賴子            | 成田歲法          | 金旼宣              | 橘尚美 | きすいだこね                                              |
| 第121話 |          | 花草町時間凍結作戰                      |                               | 福島直浩            | 島津裕行          | 金旼宣              | Kim Hyun Ok Lee Sok yun | きすいだこね                                              |
| 第122話 |          | 職業團體戰！龍族拼圖部VS新鮮組          |                               | 藤田伸三            | 淺見隆司          | 淺見隆司            | Lim Keun soo | 楠本祐子 ウクレレ善似郎 松﨑正 益田有希子 岩永悅宜        |
| 第123話 |          | 諭吉選手孤軍奮戰！                      |                               | 藤田伸三            | 高本宣弘          | 淺見隆司            | Kwon Oh sik | ウクレレ善似郎 楠本祐子 松﨑正 岩永悅宜                   |
| 第124話 |          | 新贊助商決定！？                        |                               | 藤田伸三            | 島津裕行          | 安江菜津美          | Lee Jong Kyong | 安食圭                                                    |
| 第125話 |          | 熱戀曝光！？偶像的真相                  |                               | 山下憲一            | 成田歲法          | 安江菜津美          | 石橋有希子 Kim Hyun Ok Sim Myung Joo                                                                                         | 渡部圭祐 安食圭                                           |
| 第126話 |          | AI的奇跡                                |                               | 鈴木洋介            | 大庭秀昭          | 大庭秀昭            | 齋藤宗了 Jang Min Ho | 大久保美香                                                |
| 第127話 |          | 不可思議之國的小櫻                      |                               | 葛原秀治            | 影山楙倫          | 大庭秀昭            | 渡部圭祐 齋藤宗了 HANIL ANIMATION                                                                                            | 渡部圭祐 益田有希子 ウクレレ善似郎                        |
| 第128話 |          | 恐怖！被詛咒的面具                      |                               | 福島直浩            | 熊本健士          | 川西泰二            | 岩崎令奈 長橋研太 | 石橋有希子                                                |
| 第129話 |          | 來自美國的挑戰者                        |                               | 山下憲一            | 若林厚史          | 川西泰二            | Lee Jong Kyong | きすいだこね                                              |
| 第130話 |          | 釣魚對決！大河VS武藏                    |                               | 峰岸瞳              | 大塚隆寬          | 大塚隆寬            | Go Gyoung Nam Han Jung Y | 益田有希子 松﨑正 大久保美香                              |
| 第131話 |          | 花丸滿分！天才大河！！                  |                               | 鈴木洋介            | 亀垣一            | 大塚隆寬            | 渡部圭祐 堀越久美子 | 渡部圭祐                                                  |
| 第132話 |          | 諭吉成為了國王！？                      |                               | 山下憲一            | 成田歲法          | 金旼宣              | 鷲田敏彌 齊藤千比呂 | きすいだこね                                              |
| 第133話 |          | 火熱的料理人、燃次郎                    |                               | 福島直浩            | 高本宣弘          | 金旼宣              | 渡辺伸弘、吉岡佳広 橘尚美 | きすいだこね                                              |
| 第134話 |          | 監督下台！？怒火沖天的小櫻              |                               | 北本瑠璃子          | 影山楙倫          | 淺見隆司            | RYU SEUNG HEE | 松﨑正 大久保美香 岩永悅宜                                |
| 第135話 |          | VS根號7！逆襲的隼人                     |                               | 峰岸瞳              | 淺見隆司          | 淺見隆司            | 滝口弘喜 齋藤宗了 | 楠本祐子                                                  |
| 第136話 |          | 托奇和柏木 男人們的再會                 |                               | 藤田伸三            | 亀垣一            | 安江菜津美          | 渡部圭祐 Sim Myung Joo | 渡部圭祐 益田有希子 安食圭                                |
| 第137話 |          | 可憐的商店街很可憐！？                  |                               | 葛原秀治            | 安江菜津美        | 安江菜津美          | Lee Jong Kyong | 安食圭                                                    |
| 第138話 |          | 甦醒的森林比尤特                        |                               | 藤田伸三            | 園田雅裕          | 園田雅裕            | Lim Keun soo Kwon Oh sick 益田有希子 楠本祐子                                                                                | 楠本祐子                                                  |
| 第139話 |          | 對手就是你！                            |                               | 藤田伸三            | 園田雅裕          | 園田雅裕            | Kwon Oh sik Shin Jae ik Kim Hyung il                                                                                         | 大久保美香 松﨑正 ウクレレ善似郎                          |
| 第140話 |          | 名侦探大河！？                          |                               | 阪上有紀子          | 高本宣弘          | 川西泰二            | 長橋研太 渡邊伸弘 橘尚美 | 石橋有希子                                                |
| 第141話 |          | 花草ST總選舉！                          |                               | 藤田伸三            | 成田歲法          | 川西泰二            | Lee Seok Yoon 橘尚美 | きすいだこね                                              |
| 第142話 |          | 野獸歸來                                |                               | 鈴木洋介            | 成田歲法          | 淺見隆司            | Go Gyoung Nam Han Jung Y | 大久保美香 松﨑正 岩永悅宜                                |
| 第143話 |          | 內心激動不已花草♡浪漫大計劃             |                               | 森雄一郎            | 高本宣弘          | 淺見隆司            | 堀越久美子 RYU SEUNG HEE JO EUN KYOUNG                                                                                       | 堀越久美子 RYU SEUNG HEE                                  |
| 第144話 |          | 本人登場！巧克力星球                    |                               | 峰岸瞳              | 大塚隆寬          | 大塚隆寬            | Jang Hee kyu | 益田有希子 大久保美香 ウクレレ善似郎                      |
| 第145話 |          | 神崎慎的挑戰                            |                               | 福島直浩            | 高本宣弘          | 大塚隆寬            | 齋藤宗了 Kim Yeong chan | 楠本祐子 松﨑正 岩永悅宜                                  |
| 第146話 |          | 新的野獸・松原！                        |                               | 山下憲一            | 園田雅裕          | 園田雅裕            | 滝口弘喜 RYU SEOUNG HEE | -                                                         |
| 第147話 |          | 虎與龍 決戰之時！                       |                               | 葛原秀治            | 亀垣一            | 園田雅裕            | 渡部圭祐 堀越久美子 | 渡部圭祐                                                  |
| 第148話 |          | Dragon半生話語                          |                               | 藤田伸三            | 高本宣弘          | 川西泰二            | 橘尚美 | 石橋有希子                                                |
| 第149話 |          | 呼喚風暴的大河！                        |                               | 山下憲一            | Royden B          | 川西泰二            | 橘尚美 有泉洋子 Sim Myung Joo Park Hey Ran Lee Seok Yoon                                                                     | 安食圭 吉岡佳廣                                           |
| 第150話 |          | 猴子的部落！失去的泡沫                  |                               | 鈴木洋介            | 高本宣弘          | 淺見隆司            | 堀越久美子 松崎正 | Jang Hee kyu                                              |
| 第151話 |          | 追蹤解說員的秘密！                      |                               | 藤田伸三            | 成田歲法          | 淺見隆司            | Kwon Oh sik Kim Yoon jung Won Chang hee 齋藤宗了                                                                             | 大久保美香                                                |
| 第152話 |          | 小櫻熱戰！甜點大賽                      |                               | 峰岸瞳              | 安江菜津美        | 安江菜津美          | 渡部圭祐 岩崎令奈 長橋研太                                                                                                   | 石橋有希子                                                |
| 第153話 |          | 飲食街之王                              |                               | 藤田伸三            | 高本宣弘          | 安江菜津美          | Lee Jong Kyong | 益田有希子 吉岡佳廣                                       |
| 第154話 |          | 喵龍離家出走                            |                               | 峰岸瞳              | Royden B          | 金旼宣              | Lee Sang Jin | 石橋有希子 橘尚美 大久保美香                              |
| 第155話 |          | 堂堂正正！間諜大作戰                    |                               | 鈴木洋介            | 成田歲法          | 金旼宣              | 橘尚美 渡辺伸弘 Jang young sun Park Hey Ran                                                                                  | 石橋有希子 橘尚美                                         |
| 第156話 |          | 監督之戀                                |                               | 山下憲一            | 園田雅裕          | 大塚隆寬            | 滝口弘喜 松崎正 | 渡部圭祐                                                  |
| 第157話 |          | 恐怖！小玲軍團來襲                      |                               | 藤田伸三            | 大塚隆寬          | 大塚隆寬            | 齋藤宗了 | 益田有希子                                                |
| 第158話 |          | 大河變成了Dragon！？                    |                               | 葛原秀治            | 高本宣弘          | 川西泰二            | 渡辺伸弘 有泉洋子 橘尚美 | 吉岡佳廣                                                  |
| 第159話 |          | 挑戰！響                                |                               | 藤田伸三            | 成田歲法          | 川西泰二            | Lee Jong Kyong | 安食圭 吉岡佳廣                                           |
| 第160話 |          | 新的職業玩家                            |                               | 藤田伸三            | 高本宣弘          | 園田雅裕            | Lim Keun soo Kwon Oh sik 堀越久美子                                                                                          | 堀越久美子 大久保美香 楠本祐子                            |
| 第161話 |          | 大改造！源先生魔神                      |                               | 山下憲一            | 園田雅裕          | 園田雅裕            | Kwon Oh sik Lim Keun soo 堀越久美子                                                                                          | 益田有希子 松﨑正 楠本祐子                                |
| 第162話 |          | 沒有尿床哦                              |                               | 峰岸瞳              | 成田歲法          | 金旼宣              | Lee Sang Jin | 渡部圭祐 安食圭                                           |
| 第163話 |          | 夏夏夏夏夏季集訓！                      |                               | 山下憲一            | Royden B          | 安江菜津美          | Sim Myung Joo Park Hey Ran                                                                                                   | 石橋有希子 橘尚美                                         |
| 第164話 |          | 乒乓球×龍族拼圖×游泳                    |                               | 山下憲一            | ユキヒロマツシタ  | 安江菜津美          | 和田和也 渡辺伸弘 橘尚美 | 吉岡佳廣                                                  |
| 第165話 |          | 大會開幕！集合吧職業玩家                |                               | 葛原秀治            | 鵜飼勇氣          | 金旼宣              | 岩崎令奈 有泉洋子 橘尚美 | 石橋有希子                                                |
| 第166話 |          | 接近神崎慎的牙                          |                               | 鈴木洋介            | 高本宣弘          | 村田光              | 益田有希子 滝口弘喜 松﨑正                                                                                                   | －                                                        |
| 第167話 |          | 龍二與諭吉的下克上！                    |                               | 福嶋幸典            | ユキヒロマツシタ  | 村田光              | 齋藤宗了 | 渡部圭祐                                                  |
| 第168話 |          | 獅子夫人的策略                          |                               | 青木由香            | 成田歲法          | 川西泰二            | Lee Jong Kyong | 安食圭 吉岡佳廣                                           |
| 第169話 |          | 野獸VS獅子！                            |                               | 山下健一            | 高本宣弘          | 川西泰二            | Sim Myung Joo Park Hey Ran                                                                                                   | 渡部圭祐 石橋有希子 橘尚美                                |
| 第170話 |          | 決賽！大河VS獅子蒙面人                  |                               | 藤田伸三            | 亀垣一            | 大塚隆寬            | 益田有希子 堀越久美子 | －                                                        |
| 第171話 |          | 判明！雷歐的真正身份                    |                               | 藤田伸三            | 大塚隆寬          | 大塚隆寬            | Lim Keun soo 大久保美香 楠本祐子 齋藤宗了                                                                                    | 大久保美香 楠本祐子 益田有希子 松﨑正                     |
| 第172話 |          | 黑龍王・黑虎龍                          |                               | 青木由香            | 成田歲法          | 金旼宣              | Lee Jong Kyong | 石橋有希子                                                |
| 第173話 |          | 小櫻的美美美對戰！                      |                               | 山下憲一            | ユキヒロマツシタ  | 松本マサユキ        | 渡辺伸弘 有泉洋子 | 渡部圭祐 吉岡佳廣 石橋有希子                              |
| 第174話 |          | 光之星導機・奧爾法里昂                  |                               | 葛原秀治            | 高本宣弘          | 淺見隆司            | 和田卓也 | 安食圭                                                    |
| 第175話 |          | 企業家德澤諭吉！                        |                               | 福嶋幸典            | ユキヒロマツシタ  | 淺見隆司            | 橘尚美 | 石橋有希子 益田有希子                                     |
| 第176話 |          | 開幕！恐怖的節日                        |                               | 高木聖子            | 園田雅裕          | 園田雅裕            | MARU ANIMATION Kwon Oh sik Lim Keun soo 齋藤宗了 益田有希子                                                                  | 渡部圭祐 齋藤宗了 松﨑正                                  |
| 第177話 |          | 衝刺忍者 服部半藏！？                   |                               | 福島直浩            | 成田歲法          | 園田雅裕            | 齋藤宗了 滝口弘喜 MARU ANIMATION Kwon Oh sik Lim Keun soo                                                                    | 大久保美香 堀越久美子                                     |
| 第178話 |          | 獅子風箏對快門商店街                    |                               | 青木由香            | Royden B          | 川西泰二            | Lee Jong Kyong | 渡部圭祐 吉岡佳廣 石橋有希子 安食圭                       |
| 第179話 |          | 梅塔多隆的謎語Don！                     |                               | 峰岸瞳              | 高本宣弘          | 川西泰二            | Park Hey Ran Yoo Hye Jung 橘尚美                                                                                             | 石橋有希子 橘尚美                                         |
| 第180話 |          | 親子對決！明石屋的戰鬥                  |                               | 山下憲一            | 大塚隆寬          | 大塚隆寬            | 堀越久美子 松崎正 | 益田有希子                                                |
| 第181話 |          | 被偷走的心                              |                               | 福嶋幸典            | ユキヒロマツシタ  | 大塚隆寬            | 松崎正 大久保美香 Kwon Oh sik                                                                                                | 益田有希子                                                |
| 第182話 |          | 模特兒對決！木天蓼的陷阱                |                               | 葛原秀治            | ユキヒロマツシタ  | 高本宣弘 金旼宣     | 渡辺伸弘 有泉洋子 | 安食圭                                                    |
| 第183話 |          | 冬冬冬冬冬季集訓！誒雪女！？            |                               | 山下憲一            | Royden B          | 高本宣弘 金旼宣     | Lee Jong Kyong | 渡部圭祐 石橋有希子                                       |
| 第184話 |          | 開幕！再一次的玉龍杯                    |                               | 福島直浩            | 成田歲法          | 淺見隆司            | 橘尚美 | 吉岡佳廣                                                  |
| 第185話 |          | 開幕戰！大河VS龍二                      |                               | 藤田伸三            | 高本宣弘          | 淺見隆司            | Sim Myung Joo Park Hey Ran 石橋有希子                                                                                        | 石橋有希子 橘尚美                                         |
| 第186話 |          | 獅子的對決！雷恩VS南                    |                               | 高木聖子            | 村田光            | 村田光              | 益田有希子 齋藤宗了 Kwon Oh sik                                                                                              | 楠本祐子 松﨑正                                           |
| 第187話 |          | 被神所愛的人 大河VS慎                   |                               | 峰岸瞳              | 高本宣弘 亀垣一   | 村田光              | 益田有希子 堀越久美子 | －                                                        |
| 第188話 |          | 燃燒的雷恩VS憤怒的神崎慎！              |                               | 青木由香            | 成田歲法          | 川西泰二            | Lee Jong Kyong | 安食圭                                                    |
| 第189話 |          | 無敗對決！松原VS雷恩                    |                               | 藤田伸三            | ユキヒロマツシタ  | 川西泰二            | 和田卓也 橘尚美 | 石橋有希子                                                |
| 第190話 |          | 挑戰獅子！龍二VS雷恩                    |                               | 福嶋幸典            | 大塚隆寬          | 大塚隆寬            | Kwon Oh sik 大久保美香 益田有希子                                                                                            | 益田有希子 大久保美香 松崎正                              |
| 第191話 |          | 大接戰！懸崖上的大河                    |                               | 高木聖子            | 大塚隆寬          | 大塚隆寬            | 堀越久美子 楠本祐子 益田有希子                                                                                               | 齋藤宗了                                                  |
| 第192話 |          | 緊貼！女副社長VS偶像                    |                               | 山下憲一            | 高本宣弘          | 金旼宣              | 渡辺伸弘 有泉洋子 | 吉岡佳廣                                                  |
| 第193話 |          | 明星對決！雷恩VS王城                    |                               | 福島直浩            | 鵜飼勇氣          | 金旼宣              | Kim Hyun Ok Sim Myung Joo | 石橋有希子 橘尚美                                         |
| 第194話 |          | 龍VS黑龍！                              |                               | 青木由香            | 成田歲法          | 淺見隆司            | Lee Jong Kyong | 安食圭                                                    |
| 第195話 |          | 雙重野獸！龍二VS松原                    |                               | 峰岸瞳              | 亀垣一            | 淺見隆司            | 益田有希子 橘尚美 | 益田有希子 吉岡佳廣                                       |
| 第196話 |          | 大波亂 友誼戰！                         |                               | 葛原秀治            | 園田雅裕          | 園田雅裕            | 齋藤宗了 益田有希子 堀越久美子 MARU ANIMATION Kwon Oh sik                                                                    | 楠本祐子 大久保美香 松﨑正                                |
| 第197話 |          | 灼熱的衝突！大河VS雷恩                  |                               | 藤田伸三            | 高本宣弘          | 川西泰二            | 石橋有希子 渡辺伸弘 江森真理子 有泉洋子                                                                                      | 石橋有希子                                                |
| 第198話 |          | 謎之玩家 宇宙龍族拼圖！？               |                               | 山下憲一            | 高本宣弘          | 川西泰二            | 橘尚美 | 石橋有希子                                                |
| 第199話 |          | 人生最後的龍族拼圖對戰                  |                               | 福嶋幸典            | 成田歲法          | 淺見隆司            | 和田卓也 | 吉岡佳廣                                                  |
| 第200話 |          | 進擊的巨大Dragon                        |                               | 青木由香            | ユキヒロマツシタ  | 淺見隆司            | Park Hey Ran Sim Myung Joo Lee Jong Kook                                                                                     | 石橋有希子                                                |
| 第201話 |          | 無法忘記的戀愛之花                      |                               | 高木聖子            | 高本宣弘          | 大塚隆寬            | Lee Jong Kyong | 安食圭                                                    |
| 第202話 |          | 來自章魚之星的你好                      |                               | 葛原秀治            | Royden B          | 大塚隆寬            | Lee Jong Kyong 石橋有希子 安食圭 渡辺伸弘 有泉洋子 橘尚美                                                                    | 石橋有希子                                                |
| 第203話 |          | 呼喚幸福的紅色內褲！？                  |                               | 青木由香            | 成田歲法          | 境橋渡              | Kwon Oh sik Park Hoon Kim Si won                                                                                             | 吉岡佳廣                                                  |
| 第204話 |          | 美味♡小櫻的曲奇餅                       |                               | 佐藤壽昭            | Royden B          | 境橋渡              | Ho Sung Jin Lee Sang Jin Lee Jong Man                                                                                        | 石橋有希子                                                |
| 第205話 |          | 蝦已經變成鯛魚了！                      |                               | 峰岸瞳              | 內藤明吾          | 川西泰二            | Lee Jong Kook Lee Seok Yoon Sun Myung Joo Too Hye Jung Park Hye Ran                                                          | 石橋有希子                                                |
| 第206話 |          | 興奮不已！糖果樂園                      |                               | 高木聖子            | 高本宣弘          | 川西泰二            | 渡辺伸弘 江森真理子 有泉洋子 橘尚美                                                                                          | 安食圭                                                    |
| 第207話 |          | 來自未來的孫子                          |                               | 葛原秀治            | 淺見隆司          | 淺見隆司            | Ho Sung Jin Jin Lee Jong Man Lee Sang Jin                                                                                    | 石橋有希子                                                |
| 第208話 |          | 龍二老師的書法教室                      |                               | 福嶋幸典            | ユキヒロマツシタ  | 淺見隆司            | 和田卓也 | 吉岡佳廣 石橋有希子                                       |
| 第209話 |          | 去吧！龍族拼圖宇宙大會！！              |                               | 山下憲一            | 成田歲法          | 園田雅裕            | 橘尚美 | 安食圭                                                    |
| 第210話 |          | 宇宙對決！大河VS銀河                    |                               | 山下憲一            | 園田雅裕          | 園田雅裕            | Shim Myeong Ju 橘尚美 Lee Jong Guk                                                                                           | 石橋有希子                                                |
| 第211話 |          | 宇宙職業玩家誕生！                      |                               | 山下憲一            | 高本宣弘          | 大塚隆寬            | Lee Jong Kyong 江森真理子 | 安食圭 益田有希子                                         |
| 第212話 |          | 地球代表面試！                          |                               | 高木聖子            | Royden B          | 大塚隆寬            | Lee Jong Kyong 吉岡佳廣 | 吉岡佳廣                                                  |
| 第213話 |          | 選拔戰生存！                            |                               | 福嶋幸典            | 內藤明吾          | 月野正志            | 羽野廣範 臼田美夫 zhao qing yun WU CUN JIE LI ZHENG FENG SHAO MINGLIANG Zhao Xiao Chuan Wang Min Chen Lingling Jiang Hai Hua | 石橋有希子 橘尚美                                         |
| 第214話 |          | 地球代表隊組成！                        |                               | 佐藤壽昭            | ユキヒロマツシタ  | 川西泰二            | Kwon Oh Sik Jang Hee Kyu | 安食圭                                                    |
| 第215話 |          | 前往宇宙的旅途                          |                               | 青木由香            | 鵜飼勇氣 亀垣一   | 川西泰二            | 渡辺伸弘 江森真理子 有泉洋子 橘尚美                                                                                          | 吉岡佳廣                                                  |
| 第216話 |          | 宇宙戰艦花草號！？                      |                               | 山下憲一            | 高本宣弘          | 白石道太            | 松崎正 楠本祐子 | 石橋有希子 益田有希子                                     |
| 第217話 |          | 目標！在宇宙大繁盛                      |                               | 福嶋幸典            | 成田歲法 亀垣一   | 佐藤友一            | Lee Jong Man | 渡部圭祐 石橋有希子                                       |
| 第218話 |          | 去採購！未知的行星                      |                               | 葛原秀治            | 內藤明吾          | 栗山美秀            | Lee Seok Yoon | 安食圭 吉岡佳廣                                           |
| 第219話 |          | 寄生生命體X的恐怖！                     |                               | 佐藤壽昭            | Royden B          | 栗山美秀            | Shim Myeong Ju | 吉岡佳廣                                                  |
| 第220話 |          | 水之行星的皇帝                          |                               | 青木由香            | 鵜飼勇氣          | 川西泰二            | 橘尚美 | 石橋有希子                                                |
| 第221話 |          | 龍二VS龍加奈星人！                      |                               | 青木由香            | 鵜飼勇氣          | 川西泰二            | 江森真理子 有泉洋子 gengsong Lee Jong Man                                                                                    | 石橋有希子                                                |
| 第222話 |          | 宇宙海盜現身！                          |                               | 高木聖子            | 大塚隆寬          | 大塚隆寬            | Lee Jong Kyong | 安食圭                                                    |
| 第223話 |          | 海盜要走的路                            |                               | 高木聖子            | 成田歲法          | 大塚隆寬            | Lee Jong Kyong | 安食圭                                                    |
| 第224話 |          | 宇宙的英雄 科尼亞蒙星人！               |                               | 福嶋幸典            | 內藤明吾          | 栗山美秀            | 渡辺伸弘 橘尚美 有泉洋子 江森真理子                                                                                          | 石橋有希子 益田有希子                                     |
| 第225話 |          | 再見了雷恩                              |                               | 福嶋幸典            | 內藤明吾          | 栗山美秀            | Lee Jung Pil Ho Sung Jin | 石橋有希子 益田有希子                                     |
| 第226話 |          | 穗乃香與宇宙偶像之星                    |                               | 峰岸瞳              | ユキヒロマツシタ  | 境橋渡              | Lee Dong Ik Park Hye Ran Lee Seok Yoon                                                                                       | 安食圭                                                    |
| 第227話 |          | 奇跡的歌聲！究極的偶像                  |                               | 峰岸瞳              | 高本宣弘          | 境橋渡              | Lee Sang Jin Ho Sung Jin Lee Jung Pil 橘尚美                                                                                 | 渡部圭祐 吉岡佳廣                                         |
| 第228話 |          | 燃燒的故鄉阿奇阿奇星                    |                               | 山下憲一            | 成田歲法          | 川西泰二            | Shim Myeong Ju Kang Min Young Shin En Ju Lee Jong Kook                                                                       | 益田有希子 石橋有希子                                     |
| 第229話 |          | 下一任的星之王                          |                               | 山下憲一            | 鵜飼勇氣          | 川西泰二            | Kwon Oh Sik Chae Gwang Han                                                                                                   | 益田有希子 石橋有希子                                     |
| 第230話 |          | 逃脫吧！Dragon的大冒險                  |                               | 佐藤壽昭            | Royden B          | 園田雅裕            | Lee Jong Kyong | 安食圭                                                    |
| 第231話 |          | 大河奪還大作戰！                        |                               | 高木聖子            | 內藤明吾          | 園田雅裕            | Lee Jong Kyong | 吉岡佳廣                                                  |
| 第232話 |          | 是可疑的刺客維洛！                      |                               | 葛原秀治            | ユキヒロマツシタ  | 栗山美秀            | 橘尚美 | 橘尚美                                                    |
| 第233話 |          | 吝嗇的財務大臣 尤凱奇！                 |                               | 青木由香            | 成田歲法          | 栗山美秀            | 渡辺伸弘 江森真理子 有泉洋子 Geng Song                                                                                       | 石橋有希子                                                |
| 第234話 |          | 拯救銀河！大河VS博伊德                  |                               | 山下憲一            | 園田雅裕          | 佐藤清光            | Lee Dong lk Lee Jong Kook Kim Hyeon Ok                                                                                       | 安食圭 吉岡佳廣                                           |
| 第235話 |          | 預選開幕！沒有大河的龍族拼圖部          |                               | 福嶋幸典            | ユキヒロマツシタ  | 佐藤清光            | Hue Hye Jung Park Hye Ran Lee Seok Yoon                                                                                      | 吉岡佳廣                                                  |
| 第236話 |          | 瀑流水男孩！                            |                               | 高木聖子            | 成田歲法          | 門間和彌            | Lee Sang Jin Lee Jong Man | 石橋有希子                                                |
| 第237話 |          | 參戰！真・地球代表                      |                               | 佐藤壽昭            | 內藤明吾          | 一居一平            | Ho Sung Jin Lee Jung Pil | 石橋有希子                                                |
| 第238話 |          | 宇宙豪族索加諾伊爾卡                    |                               | 葛原秀治            | 高本宣弘          | 川西泰二            | Lee Jong Kyong | 安食圭                                                    |
| 第239話 |          | 神崎新的打退惡鬼                        |                               | 青木由香            | 亀垣一            | 川西泰二            | 服部憲知 館崎大 武智敏光 石田千夏                                                                                            | 渡部圭祐 吉岡佳廣                                         |
| 第240話 |          | 宇宙職業玩家大集結！                    |                               | 峰岸瞳              | ユキヒロマツシタ  | 大塚隆寬            | Lee Jong Kyong | 石橋有希子                                                |
| 第241話 |          | 決戰前夜！銀河漫長的一天                |                               | 山下憲一            | 大塚隆寬          | 大塚隆寬            | 橘尚美 渡辺伸弘 江森真理子 有泉洋子                                                                                          | 石橋有希子                                                |
| 第242話 |          | 登場！博伊德與皇家克羅斯                |                               | 福嶋幸典            | 內藤明吾          | 栗山美秀            | Chi Mee Joung Lee Yeong Mi Yoon Hui Yeong                                                                                    | 安食圭                                                    |
| 第243話 |          | 傳說的知將 被稱為幽暗的男人             |                               | 高木聖子            | 內藤明吾          | 栗山美秀            | Lee Dong lk Lee Seok Yoon Shim Myeong Ju                                                                                     | 渡部圭祐 吉岡佳廣                                         |
| 第244話 |          | 美麗之劍 親衛隊長利普                   |                               | 佐藤壽昭            | 鵜飼勇氣          | 境橋渡              | Ho Sung Jin Lee Jong Man | 石橋有希子                                                |
| 第245話 |          | 命運的宇宙兄弟對決！                    |                               | 青木由香            | 成田歲法          | 境橋渡              | Lee Sang Jin Lee Jung Phil                                                                                                   | 石橋有希子                                                |
| 第246話 |          | 超越哥哥！反擊的超新星                  |                               | 葛原秀治            | 內藤明吾          | 園田雅裕            | 益田有希子 Lee Jong Kyong | 益田有希子 安食圭                                         |
| 第247話 |          | 冰之闖入者！                            |                               | 山下憲一            | 高本宣弘          | 園田雅裕            | 益田有希子 Lee Jong Kyong | 益田有希子 吉岡佳廣                                       |
| 第248話 |          | 大繁盛！武藏的宇宙鰹節                  |                               | 園田雅裕            | ユキヒロマツシタ  | 川西泰二            | 有泉洋子 江森真理子 長橋研太 高原修司 竹內昭 Geng Song                                                                       | 石橋有希子                                                |
| 第249話 |          | 兄弟星 火熱星與冰冷星                   |                               | 福嶋幸典            | 成田歲法          | 川西泰二            | 橘尚美 橋本淳稔 Geng Song | 石橋有希子                                                |
| 第250話 |          | 極寒！到達冰之城！                      |                               | 佐藤壽昭            | 內藤明吾          | 栗山美秀            | Lee Jong Kook Shin Myeong Ju                                                                                                 | 安食圭                                                    |
| 第251話 |          | 冰冷城的泡沫軍團！                      |                               | 青木由香            | ユキヒロマツシタ  | 栗山美秀            | Lee Seok Yoon Heo Hye Jung Shin En Ju Lee Jong Kook Park Mi Hyeon                                                            | 吉岡佳廣                                                  |
| 第252話 |          | 最強的敵人 龍二！                       |                               | 葛原秀治            | 大塚隆寬          | 大塚隆寬            | Lee Jung Phil Lee Jong Man                                                                                                   | 渡部圭祐 石橋有希子                                       |
| 第253話 |          | 博伊德的真相                            |                               | 高木聖子            | 內藤明吾          | 大塚隆寬            | Ho Sung Jin Lee Sang Jin | 石橋有希子 櫻井正明                                       |
| 第254話 |          | 熊熊燃烧的火焰！銀河VS博伊德            |                               | 山下憲一            | 成田歲法          | ハラダツルギ        | Lee Jong Kyong | 安食圭                                                    |
| 第255話 |          | 花草大爆發30分鐘前！                    |                               | 峰岸瞳              | 內藤明吾          | ハラダツルギ        | Lee Jong Kyong | 吉岡佳廣                                                  |
| 第256話 |          | 女王伊絲貝爾古降臨！                    |                               | 福嶋幸典            | 福島宏之          | 環橋渡              | Shin En Ju Lee Seok Yoon Lee Jong Kook Kim Hyeon Ok                                                                          | 石橋有希子                                                |

### 播放電視台
| 放送期間                                                             | 放送時間                                                | 放送局       | 対象地域      | 備考                            |
| -------------------------------------------------------------------- | ------------------------------------------------------- | ------------ | ------------- | ------------------------------- |
| 2018年4月2日 - 2020年3月30日 2020年4月11日 - 9月26日 2020年10月4日 - | 月曜 18:25 - 18:55 土曜 9:30 - 10:00 日曜 18:00 - 18:30 | 东京电视台   | 关东广域圈    | 制作局                          |
|                                                                      |                                                         | TV北海道     | 北海道        |                                 |
|                                                                      |                                                         | 爱知电视台   | 愛知県        |                                 |
|                                                                      |                                                         | 大阪电视台   | 大阪府        |                                 |
|                                                                      |                                                         | 濑户内电视台 | 冈山县·香川県 |                                 |
|                                                                      |                                                         | TVQ九州放送  | 福岡県        |                                 |
| 2018年4月4日 - 2020年4月3日                                          | 水曜 17:29 - 17:58                                      | BS东视       | 日本全国      | BS/BS4K放送 / 第103话之后腰斩。 |

| 播放地方 | 播放電視台 | 播放日期               | 播放時間                | 備註                                                     |
| -------- | ---------- | ---------------------- | ----------------------- | -------------------------------------------------------- |
| 香港     | ViuTV      | 2020年7月30日－10月9日 | 星期一至五 16:00－16:30 | 第1-52集                                                 |
| 香港     | ViuTV      | 2021年6月17日－12月9日 | 星期四、五 17:00－17:30 | 第53-103集 2021年7月29日至30日、8月5日至6日 14:30－15:00 |

## 延伸遊戲

### 龍族拼圖Z
於2013年5月3日的龍族拼圖愛好者鑑賞節上，Gungho線上娛樂宣佈他們將會推出《龍族拼圖》的續作。該續作名為龍族拼圖Z，其平台為任天堂3DS，並會於2013年12月12日發佈。

### 龍族拼圖BATTLE TOURNAMENT
於2013年12月5日Gungho線上娛樂公開了一部影片改編自旗下最手機遊戲龍族拼圖的大型機台版本釋出，該續作名為PAD BATTLE TOURNAMENT，並於2014年4月24日上市。

### 龍族拼圖W
此遊戲為龍族拼圖延伸出來的遊戲。GungHo於PAD 2週年超絕發表會中公布「PAD W」，一個App兩款遊戲的新概念，原預計於2014年7月17日實裝，為了保持PAD W的品質，延期至2014年7月29日實裝。
製作人山本大介於個人Twitter內說明PADW的數個疑問。
1. PAD與PADW魔法石通用。
2. PADW第一次更新將增加50MB大小，其後增加新內容並不會增加容量。
3. PAD與PADW朋友互通。

### 智龙迷城 超级马里奥兄弟版
2015年1月8日，Gungho在新品发布会上，宣布与任天堂合作推出《智龙迷城》的新作。新作名为《智龙迷城 超级马里奥兄弟版》（Puzzle & Dragons Super Mario Bros. edition），游戏将原作的怪物和元素都替换为《马里奥》系列的相关元素；其平台为任天堂3DS，并会于2015年4月29日发布。

## 與日版差異
遊戲內容基本上與日版相同，港台版遊戲語言同樣只有日語，在程式與系統方面則有以下差異：
- 港台版與日版可以同時安裝在同一台裝置內而不衝突，而圖鑑資料則無法共用。
- 港台版程式安裝後名稱顯示為「P&D」，日版則顯示為「パズドラ」以做區別。
- 港台版程式安裝後也可看有無「P&DW」做區別，目前「P&DW」只有日版實裝。
- 港台版與日版的伺服器相同，帳號相通。
- 港台版與日版因為上述原因兩版本之好友可以搜尋到彼此。
- 港台版與日版公告不完全相同，會有部分差異，在開始畫面下方的banner也是如此。
- 日版一直以來都有root及非官方核心等偵測機制，然而港台版則取消root偵測，對於這件事官方並沒有任何說明。
- 部份合作地下城因版權問題無法在港台地區推出，會以其他地下城做為替代。

## 遊戲玩法遭到大量剽竊
由於在《P&D》早期尚未推出於日本外的伺服器以及其他語言的版本，因此尤其是中文地區，抄襲其遊戲模式的山寨作品如雨後春筍冒出，截至2013年8月，已經有26款非日本地區的手機遊戲其玩法與介面原封不動抄襲《P&D》，使得「轉珠玩法」從《P&D》原創專利到一股抄襲風潮，其中最具代表性的山寨版是香港Madhead推出的《神魔之塔》（Tower Of Saviors，下稱TOS），與本遊戲的玩法及人物設定極為相似，但《TOS》的製作公司MadHead的發言人曾建中起初否認抄襲《Puzzle & Dragons》（下稱P&D），但其後又改口說「能製作出好遊戲則参考也無妨」，這句話令很多玩家不滿，《TOS》大部份的設計和《P&D》極為相同，《P&D》玩家開始於Apps Store和Play Store等應用程式下載中心和網絡對《TOS》作出「抄襲」的指控，後來更形成了雙方部份玩家對立的局面，例如在Apps Store和Play Store的評論互罵、Facebook專頁留下較尖銳的發言。但是遊戲開發商GungHo並沒有對此作出任何行動，更有香港網友創立了「神抄之塔」APP諷刺神魔之塔抄襲。

## 外部連結
- 「龍族拼圖」官方網站 （页面存档备份，存于）（日語）
- 「龍族拼圖」官方運營網站 （页面存档备份，存于）（日語）
- 龍族拼圖官方的X（前Twitter）（日語）
- YouTube上的龍族拼圖公式（日語）
- 龍族拼圖港台官方網站 （页面存档备份，存于）（繁體中文）
- 龍族拼圖港台官方的Facebook專頁（繁體中文）
- 電視動畫「龍族拼圖」官方網頁（日語）
- 電視動畫「龍族拼圖」東京電視台官網 （页面存档备份，存于）（日語）
- 龍族拼圖官方的X（前Twitter）（動畫、漫畫、商品相關）（日語）
- 龍族拼圖 戰友系統及資訊網 （页面存档备份，存于）
- 龍族拼圖 戰友系統及資訊網的Facebook專頁（繁體中文）
- 龍族拼圖 香港粉絲團專頁的Facebook專頁（繁體中文）